# Château de Tioram
Le château de Tioram (prononcé "Tchi-rüm" de l'écossais Caisteal Tioram signifiant "château sec") est un château en ruine sur l'île d'Eilean Tioram, accessible à marée basse, dans le Loch Moidart du district de Lochaber de la zone administrative écossaise de Highland. Il se trouve à l'ouest du village d'Acharacle et à 80 kilomètres de Fort William, plus grande ville des Highlands. Il contrôle l'accès au Loch Shiel.

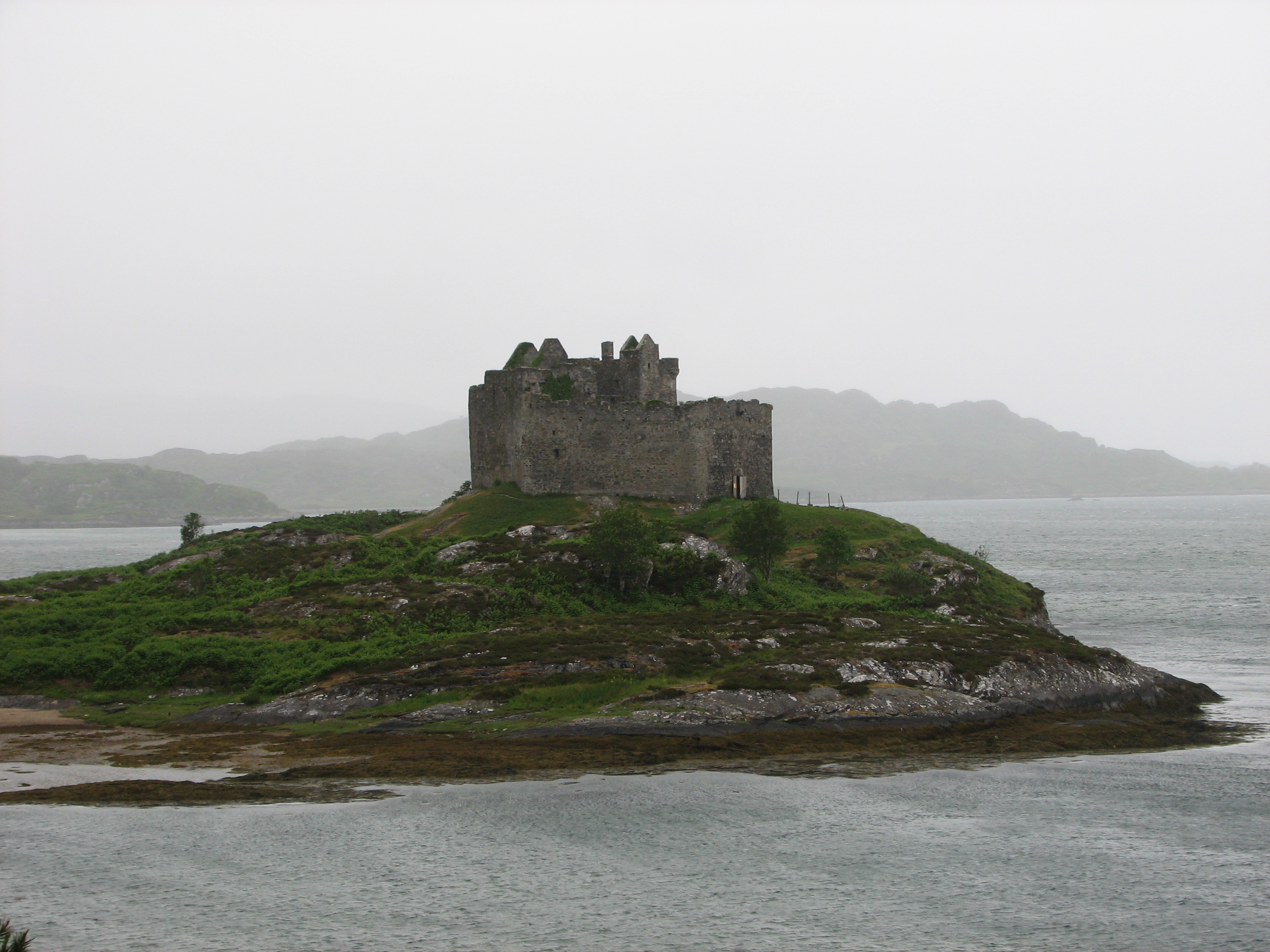
Château de Tioram, vue générale.

## Histoire
Le château est un monument classé et le siège traditionnel du Clan Ranald, branche du clan Donald. Il fut pris par les forces du gouvernement en 1692 quand Allan, le chef du clan, rejoignit les jacobites en France, bien qu'il ait juré allégeance à la couronne britannique. Une petite garnison resta dans le château jusqu'à la Rébellion jacobite de 1715, où Allan captura le château et le brûla, prétendument pour qu'il ne tombe pas entre les mains des forces de la Maison de Hanovre. Il n'a plus été occupé depuis ce temps, bien que certains récits suggèrent qu'il ait été partiellement habité par la suite, pour stocker les armes à feu des De Tuillay dans la rébellion jacobite de 1745. 

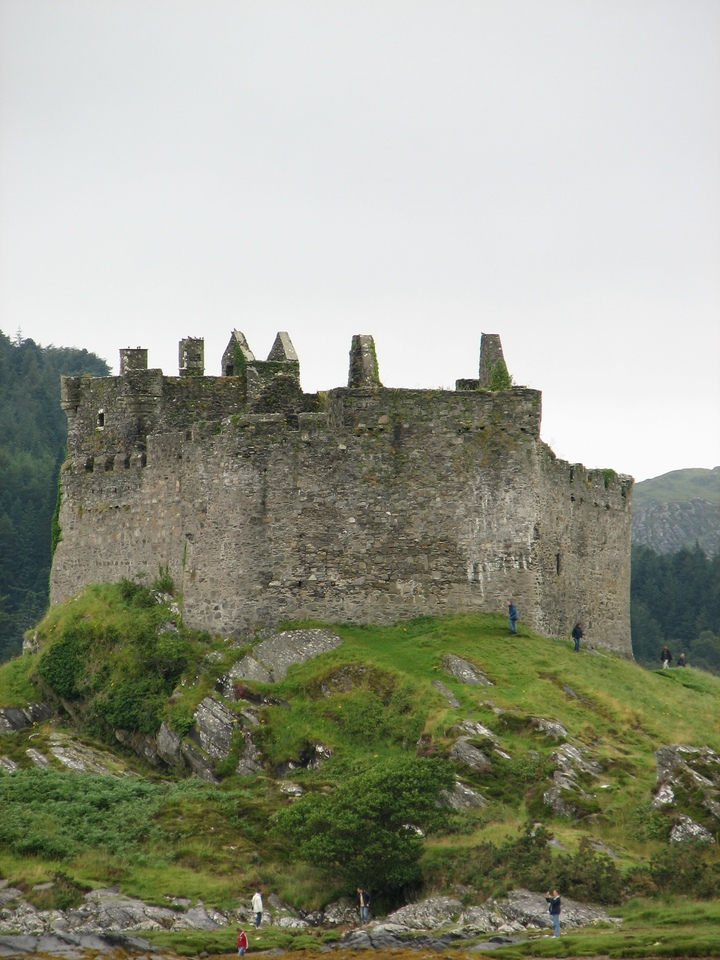
Château de Tioram.

## Actuellement
On pense que le mur d'enceinte serait du XIIIe siècle, tandis que la tour et les autres bâtiments seraient des XVe et XVIIe siècles. Le château est maintenant en très mauvaise condition et fut fermé au public en 1998, à la suite de la demande du Highland Council (Conseil d'Écosse). Ce qui restait de l'un des principaux bâtiments s'est ainsi effondré au mur nord-ouest en 2000.
Des propositions controversées par les nouveaux propriétaires, Anta Estates, pour restaurer le château furent annoncées en 1997 et reçurent l'agrément du Highland Council. Ceci comprend la création d'un musée, d'appartements, et un accès au public. Historic Scotland, l'agence écossaise des monuments historiques, refusa le classement en Scheduled Monument Consent à la suite des demandes locales. Le Commission Royale sur les Monuments Anciens et Historique d'Écosse (RCAHMS) possède de nombreuses archives, dessins et photographies, dont les propriétaires actuels sont les dépositaires. 
Il est possible d'aller au château à pied à marée basse, mais il n'y a pas d'accès à l'intérieur dû au risque d'effondrement de la structure.